# Steve Harrington
Steven Harrington, detto Steve, è un personaggio immaginario della serie televisiva Stranger Things, interpretato da Joe Keery e doppiato in italiano da Alessandro Campaiola. All'inizio della storia Steve è uno stereotipato atleta arrogante e superficiale ma, con il passare del tempo, diventa protettivo e premuroso nei confronti delle persone a lui vicine; tale evoluzione ha ricevuto l'acclamo di critica e pubblico e lo ha portato a diventare uno dei personaggi più amati dello spettacolo, nonché la star emergente della serie.

## Biografia

### Prima stagione
Steve viene presentato come uno stereotipato atleta degli anni '80: è un liceale popolare e asso nello sport, ma allo stesso tempo arrogante e prepotente. Nutre un interesse amoroso reciproco per Nancy Wheeler, con cui inizia una relazione, finché lei non inizia ad avvicinarsi a Jonathan Byers, un loro compagno bullizzato in precedenza da Steve, dal momento che entrambi sono alla ricerca di una persona a loro cara scomparsa (Will, il fratello di Jonathan, e Barb, la migliore amica di Nancy, entrambi caduti vittime del Sottosopra). Quando Steve viene a sapere della loro frequentazione, scrive diverse frasi oscene rivolte a Nancy per tutta la città. Ciò lo porta a scontrarsi con lei e Jonathan dopo che ha insultato la famiglia di quest'ultimo, ma l'episodio lo porta a rendersi conto di aver sbagliato. Si dirige pertanto a casa dei Byers per scusarsi e viene coinvolto nel combattimento di Nancy e Jonathan contro il mostro del Sottosopra soprannominato "Demogorgone", contribuendo alla sua sconfitta. A Natale, quando tutto è finito, Steve si è rimesso con Nancy e ha instaurato un buon rapporto con Jonathan.

### Seconda stagione
Un anno dopo, la relazione tra Steve e Nancy si fa tesa e lui la lascia rendendosi conto che lei non lo ama. Allo stesso tempo, Steve si trova in conflitto col nuovo studente Billy Hargrove, estremamente violento e desideroso di successo. Dustin gli chiede aiuto per ritrovare il suo "animale domestico" D'Artagnan, che in realtà è un “Democane”, e Steve instaura un profondo rapporto di amicizia con Dustin, prendendo lui, Mike, Lucas e Max sotto la sua ala protettiva. Quando i Democani cominciano a creare problemi per Hawkins, Steve si occupa di proteggere i ragazzini dando tempo a Undici e Hopper di chiudere il portale per il Sottosopra e a Will di essere esorcizzato dal Mind Flayer che ha preso possesso del suo corpo. Ha modo di confrontarsi fisicamente con Billy quando cerca di assalire Lucas e Max, ma viene picchiato dall'avversario finché Max non lo obbliga ad andarsene sotto minaccia. Finito il tutto, un mese dopo (il 15 dicembre) accompagna Dustin allo Snow Ball ‘84 aiutandolo nel look, ma il ragazzo finirà per ballare solo con Nancy, che nel frattempo è quasi vicina al fidanzamento con Jonathan, cosa che provoca a Steve (in macchina) un sospiro di tristezza.

### Terza stagione
Dopo essersi diplomato, Steve si trova un lavoro estivo a una gelateria del nuovo centro commerciale di Hawkins e ha come collega Robin Buckley, una sua ex compagna di classe. Dustin, appena tornato da un campo scientifico, allestisce una torre radioamatoriale per parlare con la sua nuova ragazza, Suzie, ma capta casualmente un messaggio radiofonico russo e chiede l'aiuto di Steve per decifrarlo. I due vengono aiutati da Robin e da Erica (sorella minore di Lucas), apprendendo che il centro commerciale è la base di alcune spie russe che stanno facendo esperimenti con il Sottosopra (in realtà hanno iniziato a riaprire il portale con un macchinario). I quattro riescono a introdursi nella base ma vengono scoperti; Steve e Robin si fanno catturare per dare tempo ai ragazzini di fuggire e vengono picchiati e drogati prima che Dustin ed Erica tornino a salvarli. Mentre è sotto l'effetto dei farmaci, Steve ammette di essere attratto da Robin, la quale gli rivela di essere lesbica. Nella successiva battaglia con il Mind Flyer, Steve contrasta Billy (posseduto dall'entità) prima che possa catturare Undici e si unisce al resto del gruppo per distrarre il Mind Flyer mentre il portale del Sottosopra viene chiuso da Joyce, madre dei fratelli Byers. Al termine della battaglia, con la distruzione del centro commerciale, Steve e Robin trovano lavoro in una videoteca.

### Quarta stagione
In primavera, Steve e Robin sono in cerca di ragazze con cui intraprendere una relazione; si trovano ad aiutare Dustin, Lucas e Max a cercare Eddie, amico di Dustin e Lucas ingiustamente accusato della morte di alcuni ragazzi (in realtà vittime del Sottosopra) a causa del suo comportamento ribelle associato al satanismo. Steve contribuisce ad impedire a Max di essere uccisa da Vecna (l'entità che controlla il Sottosopra) e, guidando il gruppo nella battaglia contro il mostro insieme a Nancy, dimostra di essere ancora innamorato di lei, sentimento che ora, dopo che entrambi (e lui soprattutto) sono cresciuti e maturati, la ragazza potrebbe ricambiare. In cerca di indizi, Steve viene risucchiato nel Sottosopra dopo aver trovato un passaggio in fondo al lago e viene seguito da Nancy, Robin ed Eddie. I tre salvano Steve da un attacco di pipistrelli mutanti, che resta però ferito gravemente alla pancia e alla schiena, dopodiché trovano un modo per tornare nel mondo normale grazie a Dustin, Lucas ed Erica (sorella di quest'ultimo), finché Nancy non mostra i sintomi delle vittime di Vecna. Mentre Eddie e Max (quest'ultima temporaneamente poiché poi resuscitata da Undici) muoiono sotto gli occhi piangenti di Lucas e Dustin, Steve, Robin e Nancy uccidono (apparentemente) Vecna. Due giorni dopo, Steve, Robin e Dustin aiutano le persone dopo l’apertura dei portali (causa della temporanea morte di Max, quarta vittima) nella palestra cittadina, mentre il gruppo di Lenora Hills si ricongiunge con Joyce, Hopper e i ragazzi di Hawkins, su cui scendono particelle del Sottosopra sotto gli sguardi dei cittadini in pericolo a causa di Vecna, più potente che mai.

## Nella cultura popolare
Steve appare in Dead by Daylight insieme a Nancy Wheeler, come due sopravvissuti braccati dal Demogorgone nel laboratorio di Hawkins. 

## Accoglienza
Lo sviluppo del personaggio di Steve nella seconda stagione della serie è stato accolto molto favorevolmente e ha portato Steve a diventare uno dei personaggi preferiti dai fan e il beniamino della critica nello show; l'attore Joe Keery ha ricevuto il plauso della critica per la sua interpretazione. Il passaggio da stereotipato bullo a un personaggio premuroso e protettivo è stato lodato dalla critica e dal pubblico. I fan, in particolare, hanno apprezzato la sua amicizia in erba con Dustin Henderson e il modo protettivo con cui ha iniziato a occuparsi dei bambini protagonisti.
La progressione del personaggio è proseguita nella terza stagione con l'introduzione della sua collega Robin Buckley. La chimica tra Keery e Maya Hawke è stata acclamata dalla critica, così come lo sviluppo della comicità del personaggio di Steve. In particolare, la reazione positiva di Steve al coming out di Robin come lesbica negli anni '80 è stata elogiata per la sua naturale e comprensiva accettazione.